# Comitatele medievale din Transilvania
Comitatele medievale din Transilvania au existat în principiu până la reforma administrativă din 1876 consecutivă constituirii Imperiului Austro-Ungar în 1867. 
Administrația împăratului Iosif al II-lea a pus în practică în anul 1784 o reformă administrativă a Principatului Transilvaniei, prin desființarea privilegiilor medievale ale nobilimii, Scaunelor săsești și Scaunelor secuiești, care s-a lovit însă de reticență, fiind abrogată după câțiva ani. 

## Comitatele medievale ale Transilvaniei
Comitatele medievale din Transilvania, formate în secolul XI dispar în 1784 odată cu împărțirea în Bezirke decisă de împăratul  Iosif al II-lea. După moartea acestuia și sub spaima revoluției franceze reformele iozefine au fost oprite, iar organizarea administrativă modernă a fost abrogată, revenidu-se la organizarea medievală. De-abia la sfârșitul secolului al XIX-lea au fost din nou abolite privilegiile medievale, iar teritoriile concentrate și  simplificate, prin desființarea scaunelor săsești și secuiești și organizarea întregului teritoriu în comitate. După 1918, în cadrul noilor frontiere confirmate prin Tratatul de la Trianon din 1920, vechile comitate au devenit județe ale României.
Comitatele medievale din Transilvania, tradițional denumite varmeghii (din maghiară vármegye), au fost următoarele:
- Comitatul Alba, ulterior Comitatul Alba de Jos cu sediul la Alba Iulia, iar între 1878-1919 la Aiud.
- Comitatul Arad, cu sediul la Arad.
- Comitatul Bihor, cu sediul la Oradea Mare.
- Comitatul Bistrița-Năsăud, cu sediul la Bistrița.
- Comitatul Brașov, cu sediul la Brașov.
- Comitatul Caraș-Severin, cu sediul la Lugoj.
- Comitatul Ciuc, cu sediul la Miercurea Ciuc
- Comitatul Cluj, cu sediul la Cluj.
- Comitatul Dăbâca, cu sediul la Gherla.
- Comitatul Făgăraș, cu sediul la Făgăraș.
- Comitatul Hunedoara (inclusiv Districtul Hațeg), cu sediul la Deva.
- Comitatul Maramureș, cu sediul la Sighet, azi Sighetu Marmației.
- Comitatul Mureș-Turda, cu sediul la Mureș-Oșorhei (azi Târgu Mureș).
- Comitatul Odorhei, cu sediul la Odorheiu Secuiesc.
- Comitatul Sălaj, cu sediul la Zalău.
- Comitatul Sătmar, cu sediul la Sătmar, azi Satu Mare (până în 1800, respectiv între 1940-1945), Careii Mari (între 1800-1925) și Mátészalka (între 1920-1940, respectiv între 1945-1949).
- Comitatul Sibiu, cu sediul la Sibiu
- Comitatul Solnocul Interior, cu sediul administrativ la Dej.
- Comitatul Târnava-Mare, cu sediul la Sighișoara
- Comitatul Târnava-Mică, cu sediul la Diciosânmartin (azi Târnăveni)
- Comitatul Timiș, cu sediul la Timișoara.
- Comitatul Trei Scaune, cu sediul la Sfântu Gheorghe
- Comitatul Turda (Torda), ulterior Comitatul Turda-Arieș, cu sediul la Turda.

În afară de comitate, Principatul Transilvaniei a cuprins și scaunele săsești și secuiești cu anumite privilegii, și ținuturile autonome (maghiară Vlachföldek sau Oláhföldek) Făgăraș și Hațeg cu Ius valachicum (maghiară Vlach jog) care se aflau în subordinea unui scaun sau comitat.

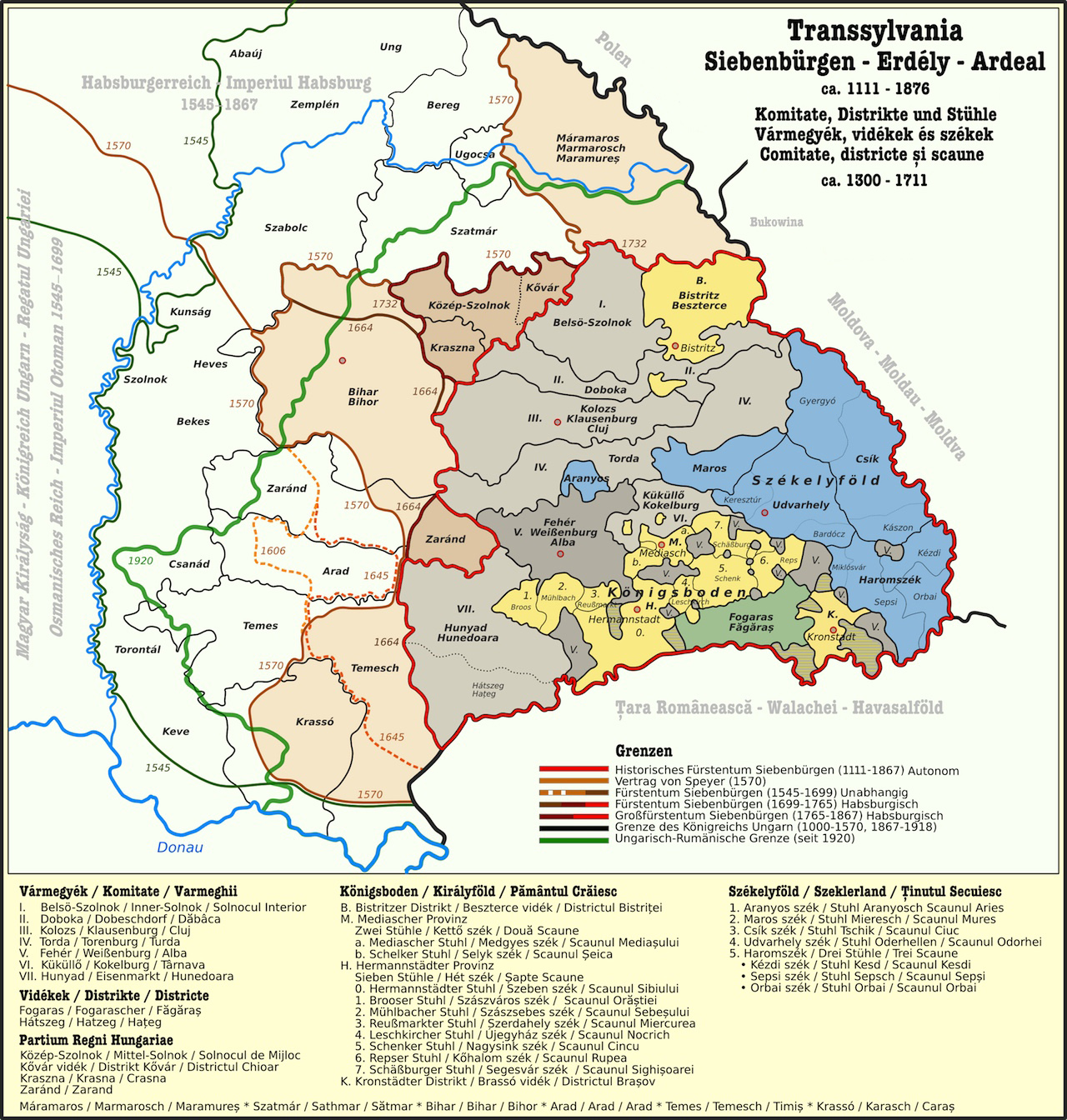
Împǎrțirea administrativă a Transilvaniei medievale.
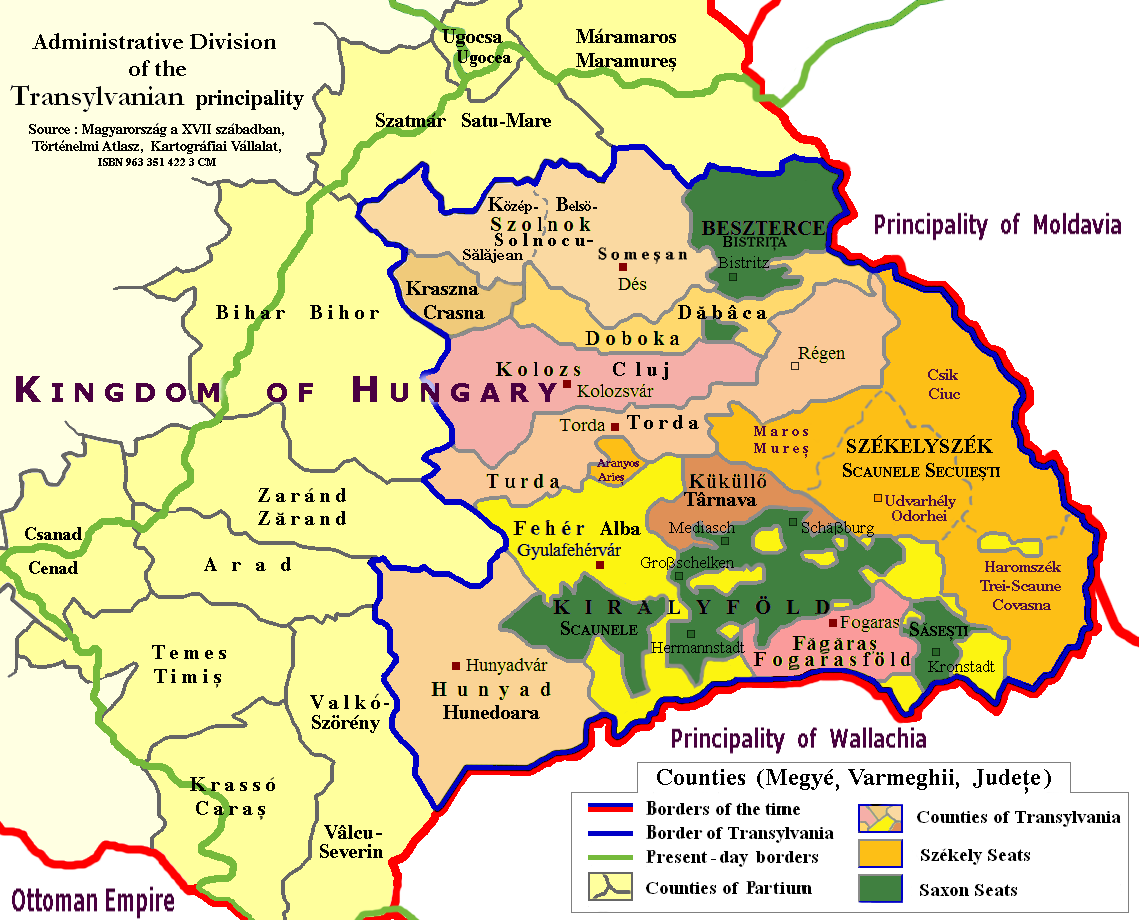
Megieșurile transilvane în sec. XVII.
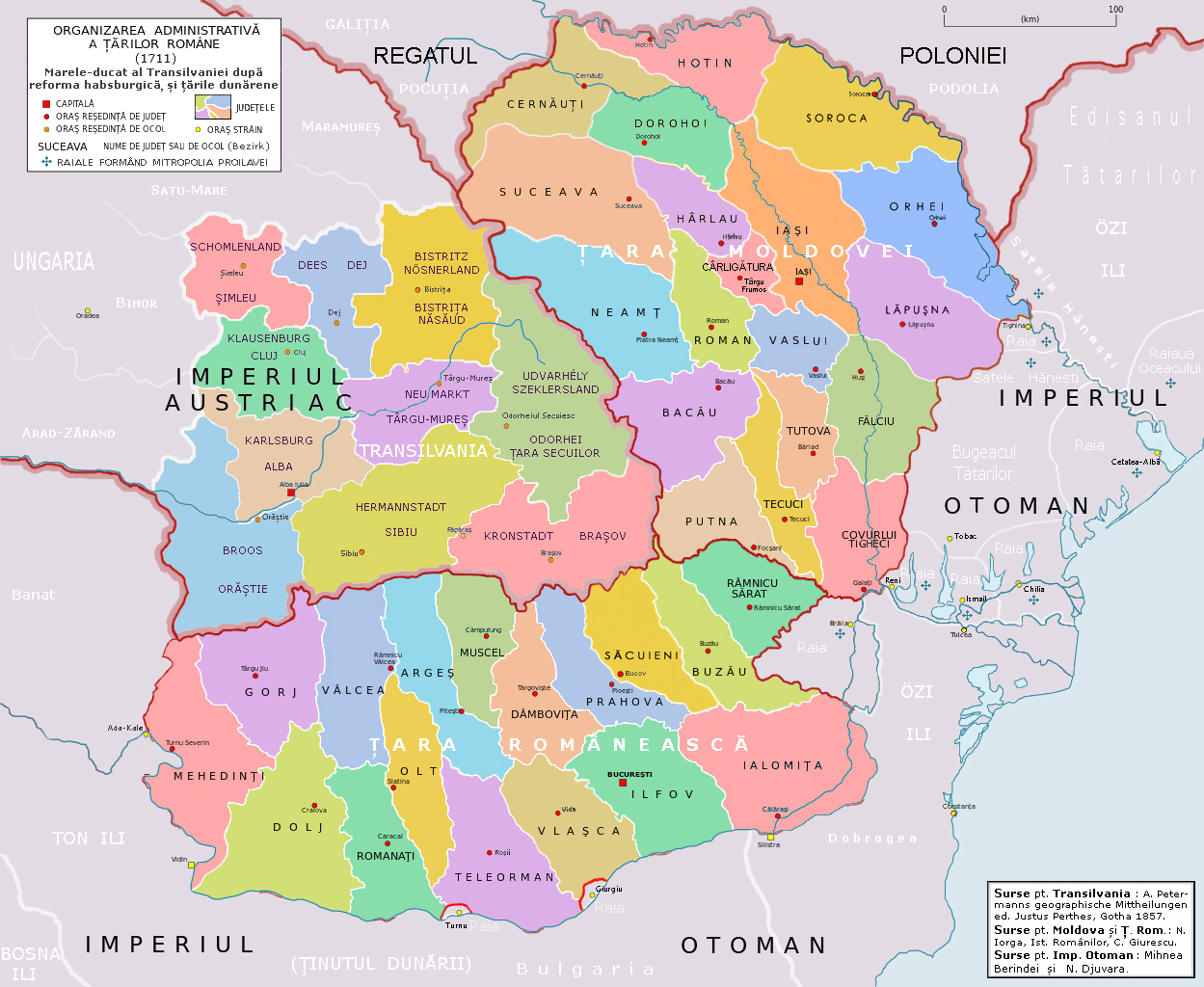
Bezirke-le Marelui-Ducat austriac al Transilvaniei (reforma împăratului Carol III al Austriei), ținuturile Moldovei și județele Ţării Românești în 1711.
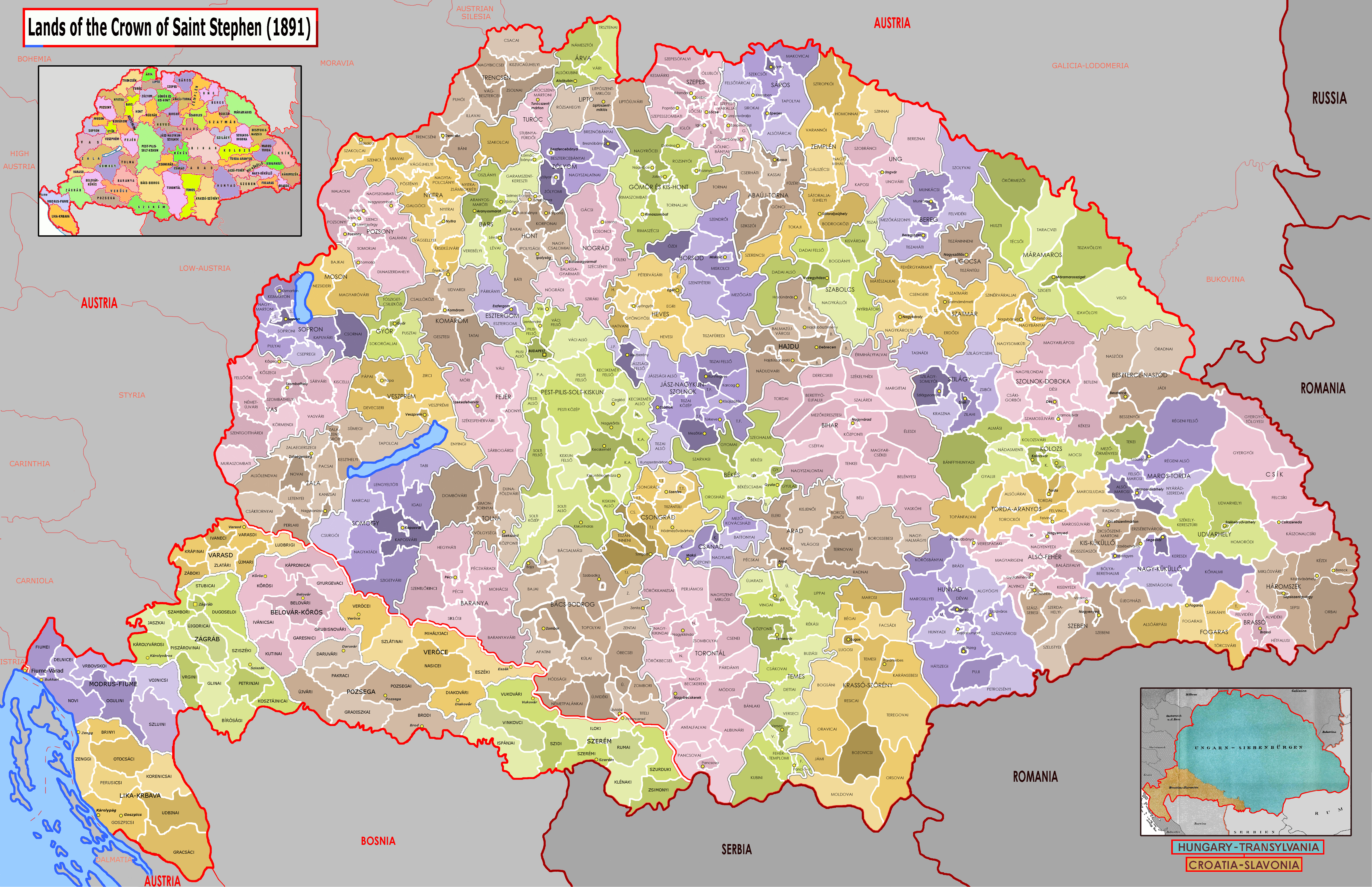
Comitatele maghiare din Transilvania între 1876 și 1918.